# 956 км (зупинний пункт)
956-й кіломе́тр — пасажирський залізничний зупинний пункт Лиманської дирекції Донецької залізниці. Розташований у місті Лисичанськ Сіверськодонецького району Луганської області на лінії Сватове — Попасна між станціями «Вовчоярська» (1 км) та «Переїзна» (5 км).
Незважаючи на військову агресію Росії на сході Україні, транспортне сполучення не припинене. Станом на 2018 рік щодоби п'ять пар приміських поїздів здійснюють перевезення за маршрутом Сватове — Попасна, проте вони зупиняються тільки по станціях.